# Német gyarmatbirodalom

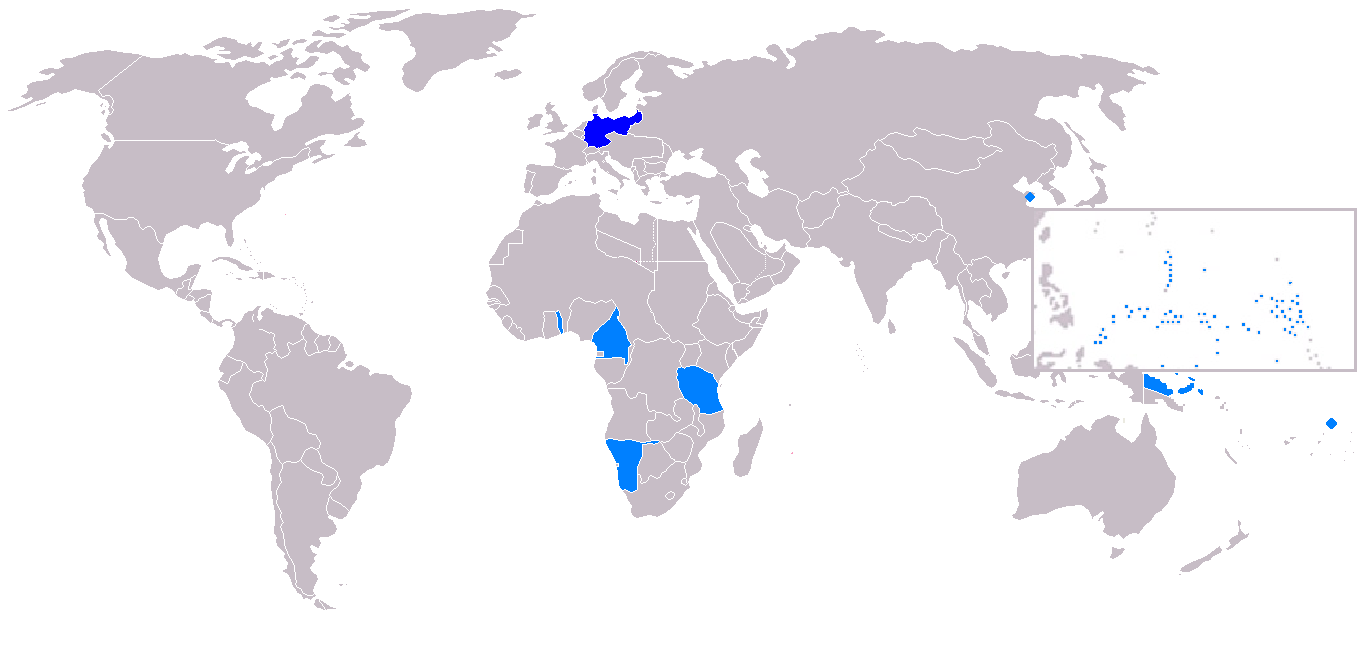
Németország és gyarmatai 1914-ben:
Német Birodalom
Német gyarmatok

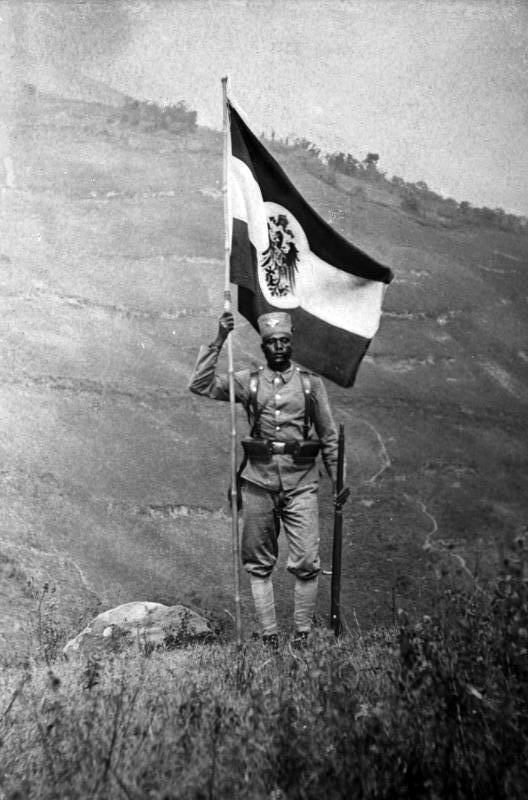
Egy „askari” - bennszülött gyarmati katona – Német Kelet-Afrikában a német birodalom gyarmati zászlaját tartja

A német gyarmatbirodalom (német: Deutsches Kolonialreich) a császári Németország tengerentúli gyarmataiból, függőségeiből és területeiből állt. A gyarmati periódus kezdetének német kancellárja Otto von Bismarck volt, akiről később egy szigetcsoportot is elneveztek a német gyarmatbirodalomban: a Bismarck-szigeteket.

## Története
Az 1871-es egyesülésükig a német államok nem összpontosítottak a haditengerészet fejlesztésére, és ez lényegében kizárta a német részvételt a korábbi imperialista versengésben a távoli gyarmati területekért – az úgynevezett „napos helyekért”. A német államok 1870 előtt külön politikai struktúrákat és célokat tartottak fenn, a német külpolitika Otto von Bismarck koráig leginkább az európai „német kérdés” megoldására és a német érdekek európai biztosítására összpontosítottak.
Bár már a megelőző évszázadokban is tettek kísérleteket az egyes német államok, hogy gyarmatokat szerezzenek, ez a folyamat azonban csak 1884-ben indult meg érdemben, az európai hatalmak közt indult, „hajsza Afrikáért” néven elhíresült vetélkedés részeként. 
Németország gyarmatai közé tartozott a német Togoland (ma Ghána és Togo része), Kamerun, a német Kelet-Afrika (ma Ruanda, Burundi és Tanzánia), valamint a német Délnyugat-Afrika (ma Namíbia). Az 1884-85-ös berlini konferencia, amelyet Bismarck szervezett, szabályozta az afrikai gyarmatok megszerzését; különösen védte a szabad kereskedelmet a Kongó folyó bizonyos részein.
Mivel Németország későn csatlakozott a gyarmati területekért folytatott versenyhez, a világ nagy részét már feldarabolta a többi európai hatalom; egyes régiókban pedig a tendencia már a dekolonizáció felé mutatott, különösen a kontinentális Amerikában. Még az afrikai versengésben is lemaradt Németország a kisebb és kevésbé erős nemzetektől, így például Olaszország itteni gyarmatbirodalma is nagyobb volt.
De a mások által még gyarmattá nem tett területekre rátéve a kezét az egyik legnagyobb gyarmatbirodalom ura lett.
A németek már az első világháború kezdetén, 1914-ben elveszítették a gyarmataik feletti ellenőrzést. Néhány német gyarmati katonai egység tovább kitartott: Német Délnyugat-Afrika 1915-ig, Kamerun 1916-ig, és Német Kelet-Afrika egészen 1918-ig, a háború végéig. A világháborút lezáró versailles-i békeszerződés hivatalosan is megfosztotta a vesztes Németországot gyarmataitól. Ezek közül több is népszövetségi mandátum formájában a győztesek ellenőrzése alá került (de nem a tulajdonukba).

## Gyarmati politika
Németország nem kísérelte meg gyarmati alattvalóit a német képre formálni úgy, ahogyan a franciák és a britek próbálták saját képükre formálni alattvalóikat. Míg a franciák és az angolok olyan politikákat vezettek be, amelyek terjesztették nyelvüket és kultúrájukat, Németország a német nyelv használatát az elitben levő gyarmati alattvalókra korlátozta.
Németország valójában nem profitált a gyarmatosításból, mivel az adminisztráció költségei meghaladták a bevételeket. A gyarmatokat a német telepesek kiterjedésének tekintették, nem pedig fejlesztendő és végül autonómiát vagy függetlenséget biztosító területeknek. Valójában csak kis számú német települt át a gyarmatokra.
A lázadásokat, amikor kitörtek, brutálisan leverték. A lázadások legismertebb eseménye a német Délnyugat-Afrikában történt (ma Namíbia), ahol a 20. század elején, amikor a herero nép fellázadt (Madzsi-Madzsi lázadásként ismert), a német csapatok leverték őket; bennszülöttek tízezrei haltak meg.

## Területek
A német gyarmatbirodalom területe 1912-ben meghaladta a 2,6 millió km²-t. (az adat nem tartalmazza az anyaországot) 
A gyarmatok: 
- Német Délnyugat-Afrika : 835 100 km²
- Kamerun : 495 000 km²
- Togoland : 87 200 km²
- Német Kelet-Afrika : 995 000 km²
- Német Új-Guinea : 240 000 km²
- Marshall-szigetek : 400 km²
- Kiautschou (ma Kína része): 515 km²
- Caroline-szigetek, Palau és Mariana-szigetek : 2376 km²
- Német Szamoa : 2570 km²

### A német gyarmatok részletesen
|  | Lásd még: Togo az első világháborúban |

|  | Lásd még: Délnyugat-Afrika az első világháborúban |

|  | Lásd még: Csingtao ostroma |

## Fordítás
Ez a szócikk részben vagy egészben  a   German colonial empire című angol Wikipédia-szócikk ezen változatának fordításán alapul.  Az eredeti cikk szerkesztőit annak laptörténete sorolja fel. Ez a jelzés csupán a megfogalmazás eredetét és a szerzői jogokat jelzi, nem szolgál a cikkben szereplő információk forrásmegjelöléseként.